# 山内町 (横浜市)
山内町（やまのうちちょう）は、神奈川県横浜市神奈川区の町名。丁目の設定のない単独町名である。住居表示未実施。

## 地理
神奈川区臨海部の港湾地区に位置する。面積は0.142km²、住民はいない。
町内には横浜市中央卸売市場本場（町内の大部分を占める）とコットンハーバー地区の南側が含まれる。また、同地区の中央部に当たる橋本町と隣接しコットン大橋で結ばれているが、現状では歩行者の通行が禁止となっているため、徒歩での移動には大回りが必要となる。一方、みなとみらい方面とは歩行者の通行も可能なみなとみらい橋で結ばれている。

## 沿革
- 1906年（明治39年）4月10日 - 山内侯爵家の上願による埋め立てに伴い、山内町を新設。町名は「山内」の姓を採った[6]。
- 1931年（昭和6年）2月11日 - 横浜市中央卸売市場開場[7]
- 1934年（昭和9年）6月15日 - 貨物駅の山内町駅開業
- 1943年（昭和18年）12月1日 - 山内町1丁目、2丁目を中区に編入[8]。
- 1944年（昭和19年）2月1日 - 山内町1丁目、2丁目を表高島町に合併[9][注釈 1]。
- 1944年（昭和19年）12月1日 - 山内町駅が横浜市場駅に改称
- 1949年（昭和24年）3月15日 - 市電7系統が中央市場に乗り入れ開始
- 1952年（昭和27年）5月26日 - 市営バス35系統横浜駅 - 中央市場 - 神奈川通四丁目 - 東神奈川駅線を開設
- 1956年（昭和31年）頃：市営バス35系統 (旧) を廃止
- 1966年（昭和41年）7月31日 - 市電中央市場線神奈川会館前 - 中央市場間を廃止
- 1967年（昭和42年）10月16日 - 市営バス48系統横浜駅前 - 中央市場間を開設
- 1982年（昭和57年）11月15日 - 横浜市場駅廃止
- 2006年（平成18年）7月15日 - 山内ふ頭周辺の土地区画整理事業[13]に伴い、橋本町との境界を変更[14]。
- 2008年（平成20年）12月1日 - 臨港幹線道路（コットン大橋）開通に伴い、48系統横浜駅 - 中央市場運行便をコットンハーバーへ延伸し朝・日中に運行
- 2009年（平成21年）6月1日 - 48系統横浜駅 - 中央市場 - コットンハーバー線を夜間にも運行開始
- 2013年（平成25年）3月30日 - 夜間の数便を除き48系統循環路線化、平日朝に東神奈川駅発着便が新設

## 事業所
2021年（令和3年）現在の経済センサス調査による事業所数と従業員数は以下の通りである。
| 町丁   | 事業所数  | 従業員数 |
| ------ | --------- | -------- |
| 山内町 | 136事業所 | 2,200人  |

### 事業者数の変遷
経済センサスによる事業所数の推移。
| 年                 | 事業者数 |
| ------------------ | -------- |
| 2016年（平成28年） | 159      |
| 2021年（令和3年）  | 136      |

### 従業員数の変遷
経済センサスによる従業員数の推移。
| 年                 | 従業員数 |
| ------------------ | -------- |
| 2016年（平成28年） | 2,474    |
| 2021年（令和3年）  | 2,200    |

## 交通
横浜市営バス48系統中央市場前停留所が置かれている。鉄道路線は存在しない。

## その他

### 日本郵便
- 郵便番号 : 221-0054[3]（集配局：神奈川郵便局[17]）

### 警察
町内の警察の管轄区域は以下の通りである。
| 街区           | 警察署         | 交番・駐在所     |
| -------------- | -------------- | ---------------- |
| 埠頭以外の区域 | 神奈川警察署   | ポートサイド交番 |
| 埠頭の区域     | 横浜水上警察署 |                  |